# Douglas Hoover
Douglas Hoover (* 2. März 1972) ist ein US-amerikanischer Sommerbiathlet.
Douglas Hoover aus Williamsburg startet für den Pennsylvania Biathlon Club. Seinen ersten Wettkampf bestritt er im Herbst 1992. 1996 erreichte er sein erstes Top-Ten-Ergebnis bei nationalen Titelkämpfen in den USA, die zugleich auch immer Ausscheidungsrennen für die internationalen Einsätze sind. Es folgten Platzierungen unter den besten Zehn bei weiteren 12 nationalen Meisterschaften. 2006 gewann er den Titel im Sprint wie auch im Massenstart, 2007 in Sprint, Verfolgung und Massenstart sowie 2008 in Massenstart und Verfolgung. Hoover nahm erstmals 2003 an Sommerbiathlon-Weltmeisterschaften in Forni Avoltri teil und belegte dort die Plätze 15 im Sprint, 21 im Verfolgungsrennen, 24 im Massenstart und mit Russel Skelton, Logan Hammer und Marc Sheppard Rang sieben im Staffelrennen. 2006 wurde er in Ufa 19. im Sprint und 23. der Verfolgung. Die Mixed-Staffel, zu der auch Deborah Nordyke, Erin Graham und Erich Wilbrecht gehörten wurde überrundet und kam nicht ins Ziel. Bei der WM 2007 in Otepää kamen die Ränge 29 im Sprint und 28 im Massenstart hinzu. Im Jahr darauf wurde der US-Amerikaner in Haute-Maurienne 19. des Sprints und 20. im Verfolgungsrennen. 2009 bestritt er in Oberhof seine fünfte Weltmeisterschaft. Bei der stark besetzten Veranstaltung lief Hoover auf die Ränge 50 im Sprint und 43 in der Verfolgung.